# Свети Николай (Гулес)
„Свети Николай“ (на гръцки: Αγίου Νικολάου) е православна църква в кожанското село Гулес, Егейска Македония, Гърция, част от Сервийската и Кожанска епархия.
Храмът е построен в началото на XIX век – в 1808 година. Представлява трикорабна базилика с галерия от южната страна. В северозападния ъгъл към църквата е пристроена камбанария. Функционира като енорийска църква. В 1996 година е обявена за защитен паметник.